# Reformierte Kirche Almens

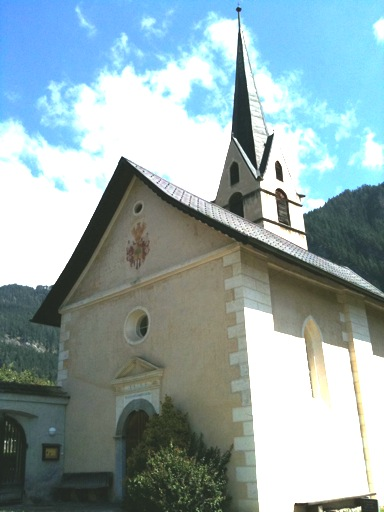
Reformierte Kirche Almens

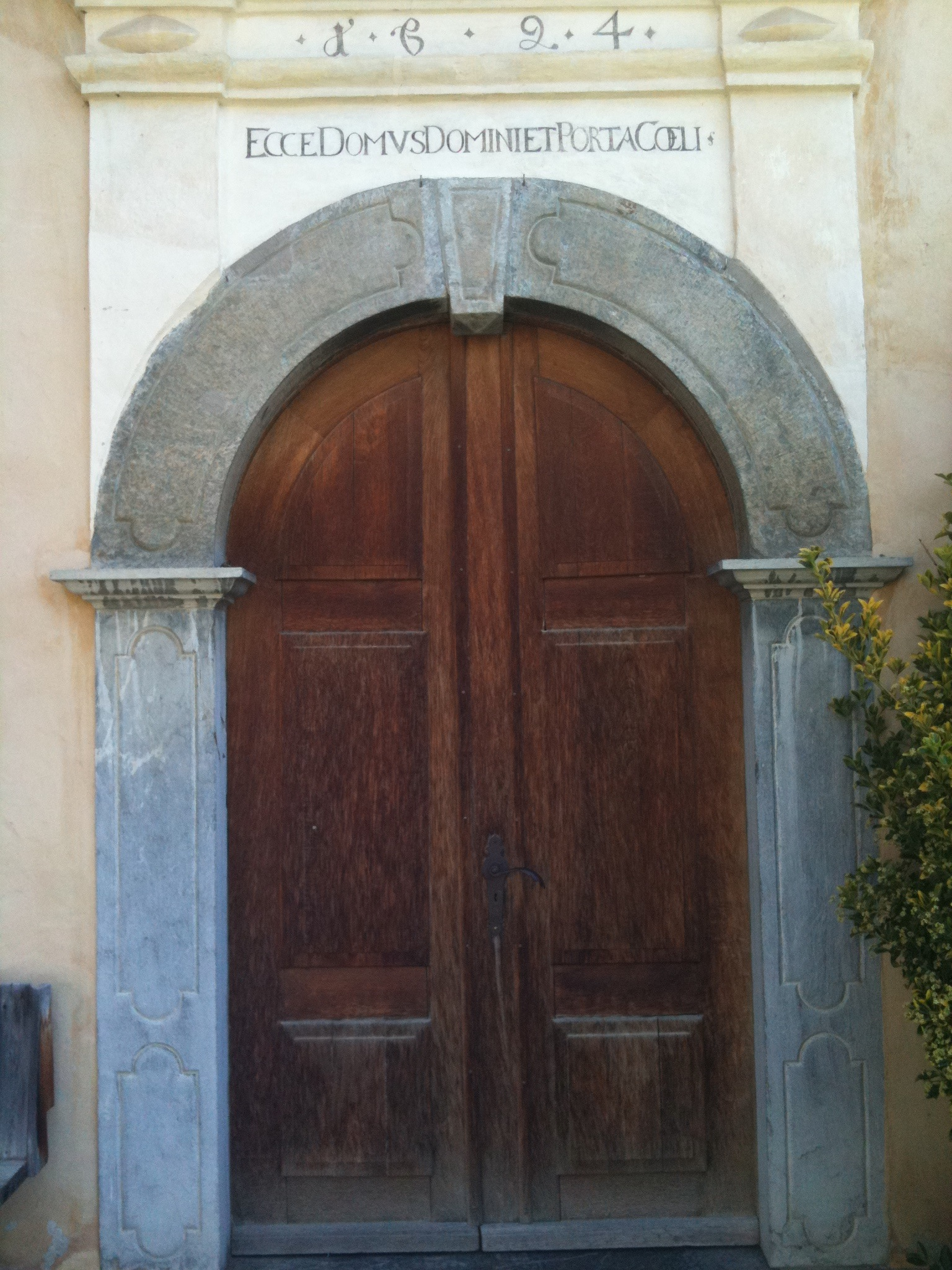
Barockes Portal aus dem Jahr 1694

Die reformierte Kirche (auch gebräuchlich: evangelische Kirche) in Almens im Domleschg ist ein evangelisch-reformiertes Gotteshaus unter dem Denkmalschutz des Kantons Graubünden.

## Geschichte
Die Kirche ist ein Unikum in Graubünden, was ihre Entstehung betrifft. Nach den Bündner Wirren war Almens ein konfessionell gespaltenes Dorf, das die St. Andreaskirche paritätisch benutzte. Die Ansetzung der Gottesdienstzeiten speziell an den Feiertagen führte zu ständigen Spannungen. 1694 schliesslich finanzierte der Churer Bischof den Reformierten ein eigenes Kirchengebäude. Im Gegenzug verpflichteten diese sich, die St. Andreaskirche vollumfänglich den Katholiken zu übertragen.

## Ausstattung
Das Kircheninnere mit Kreuzgewölbe über dem Schiff ist in barocker Leichtigkeit und Helle gehalten. Im Mittelpunkt des Chores steht ein Taufstein, der auch als Abendmahlstisch dient. Dahinter ist seit 2009 die einmanualige Orgel mit sechs Registern aufgestellt. Sie wurde 1972 von Mathis Orgelbau aus Näfels als Hausorgel für ein Hotel in Heiden AR angefertigt und von dort erworben. Sie ersetzte ein Vorgängerinstrument der Firma Walcker von 1975.

## Kirchliche Organisation
Die Evangelisch-reformierte Landeskirche Graubünden führt Almens als Teil der Kirchengemeinde Ausserdomleschg.